# System 1955 roku
System 1955 roku – okres w historii polityki japońskiej odznaczający się dominacją Partii Liberalno-Demokratycznej w demokratycznym ustroju państwa.
Po kapitulacji Japonii, zniesieniu dyktatury wojennej i ponownej legalizacji istnienia partii politycznych w Japonii powstało na powrót wiele partii, które można było przypisać do jednego z dwóch bloków (konserwatywnej prawicy i socjalistycznej lewicy), natomiast na uboczu tych bloków pozostała Japońska Partia Komunistyczna. Spośród istniejących partii, na skutek konsolidacji i przekształceń, powstały Partia Liberalno-Demokratyczna i Socjalistyczna Partia Japonii.
W 1955 r. ukształtował się w Japonii system partii predominującej z Partią Liberalno-Demokratyczną na czele, która rządziła nieprzerwanie od 1955 do 1993 r., za każdym razem zdobywając poparcie na tyle wysokie, by móc samodzielnie rządzić, ale niewystarczające do zmiany konstytucji. Przez cały ten okres Socjalistyczna Partia Japonii i Komunistyczna Partia Japonii pełniły rolę opozycji. Chociaż pozycja PLD jako partii rządzącej przez ten okres pozostawała niezagrożona, SPJ była na tyle silna, że ze względu na jej pozycję funkcjonowało określenie japońskiego systemu partyjnego jako systemu półtorapartyjnego.
System z 1955 roku przetrwał do 1993 r., jednak od lat 1960. następowała jego powolna erozja. Już w tej dekadzie zaczął następować stały, trwający także w latach 1970. spadek poparcia dla PLD (głównie w okręgach wielkomiejskich). W 1964 r. w PLD nastąpił rozłam, w wyniku którego powstała partia Kōmeitō, powstała także Japońska Partia Socjaldemokratyczna, a ponadto wzrastało poparcie dla komunistów, w efekcie czego przewaga rządzących konserwatystów malała. Wyraźniej osłabienie partii rządzącej było widać na poziomie prefekturalnym i municypalnym, gdzie w latach 1960. i 1970. rządziła lewica. Przed wyborami w 1980 roku Socjalistyczna Partia Japonii, Komeitō i Japońska Partia Socjaldemokratyczna planowały wspólną koalicję, ale ostatecznie PLD jeszcze raz udało się odnieść zwycięstwo.
System z 1955 roku upadł ostatecznie dopiero w 1993 r., gdy powstał pierwszy rząd bez udziału PLD, zaś w wyborach przeprowadzonych we wrześniu 2009 roku po raz pierwszy PLD nie zdobyło największej liczby głosów, ustępując Partii Demokratycznej.